# Hemako Sztutowo
Hemako Sztutowo – polski klub piłki nożnej plażowej, także klub futsalowy, założony w 1995 w Sztutowie. Jeden z najbardziej utytułowanych klubów beach soccera w Polsce. Dwukrotny uczestnik Euro Winners Cup.

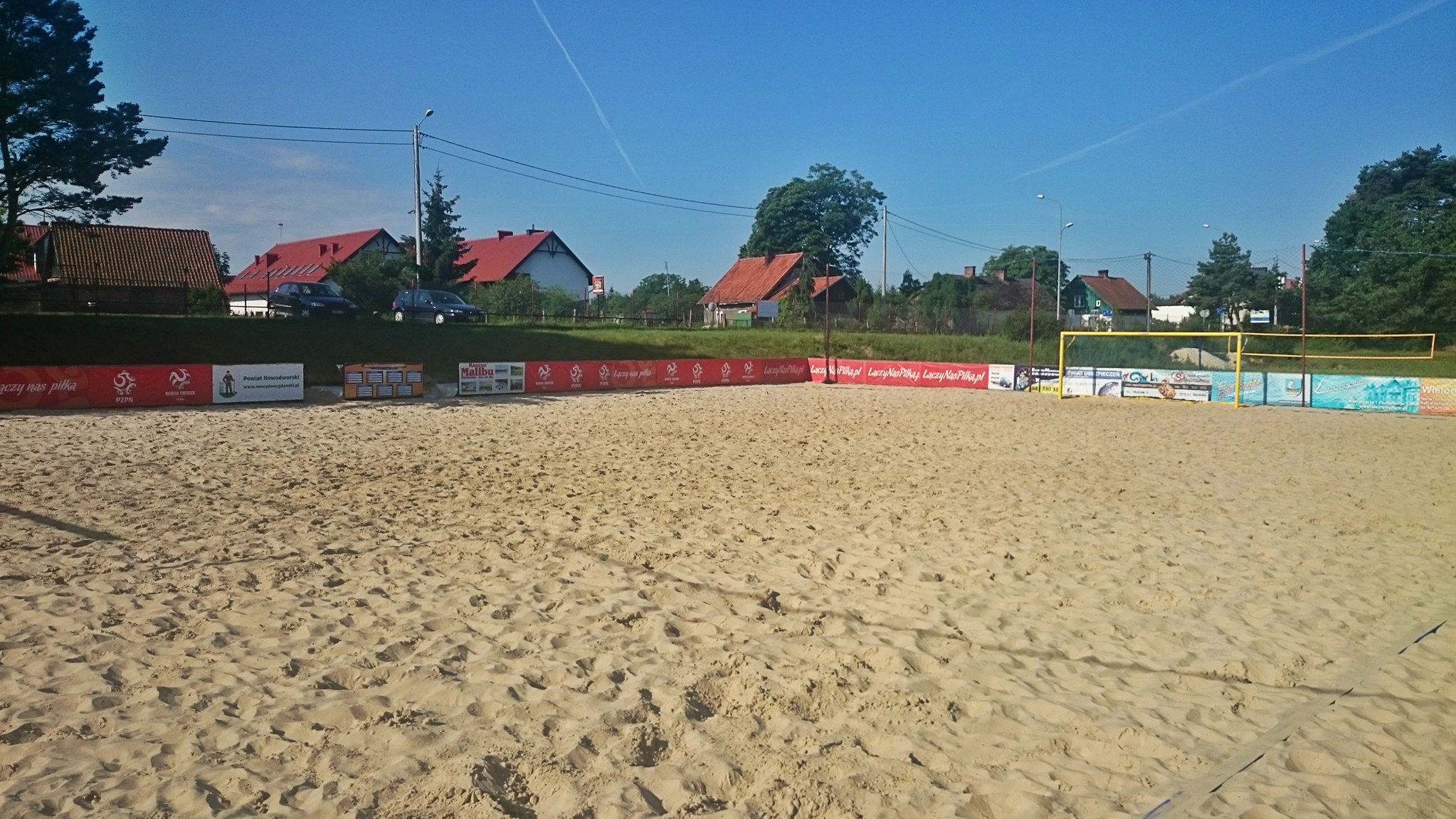
Beach Soccer Stadion Hemako

## Nazwy klubu
| Lata      | Nazwa                            |
| --------- | -------------------------------- |
| 2005-2008 | Hemako Sztutowo                  |
| 2009-2012 | Hotel Continental Krynica Morska |
| 2013-2015 | Hemako Sztutowo                  |
| 2016-2017 | Omida Hemako Sztutowo            |
| 2018-     | Hemako Sztutowo                  |

## Pozycje klubu
| Rok  | Mistrzostwa  | Puchar                     | Superpuchar   | Euro Winners Cup |
| ---- | ------------ | -------------------------- | ------------- | ---------------- |
| 2005 | ćwierćfinał  | faza grup. turnieju finał. | nie odbył się | nie odbył się    |
| 2006 | faza grupowa | 4                          | nie odbył się | nie odbył się    |
| 2007 | 3            | 5                          | nie odbył się | nie odbył się    |
| 2008 | 7            | faza grup. turnieju finał. | nie odbył się | nie odbył się    |
| 2009 | 3            | 4                          | nie odbył się | nie odbył się    |
| 2010 | 2            | faza grup. turnieju finał. | nie odbył się | nie odbył się    |
| 2011 | 4            | 2                          | 2             | nie odbył się    |
| 2012 | 3            | 2                          | nie odbył się | nie odbył się    |
| 2013 | 2            | 2                          | -             | -                |
| 2014 | 2            | 2                          | 2             | -                |
| 2015 | 2            | 2                          | -             | faza grupowa     |
| 2016 | 5            | półfinał                   | nie odbył się | 1/8 finału       |
| 2017 | 4            | półfinał                   | -             | -                |
| 2018 | 1            | 4                          | nie odbył się | -                |

## Kadra
Stan na finał Mistrzostw Polski 2018:
| Nr | Poz. | Piłkarz            |
| -- | ---- | ------------------ |
| 5  |      | Mateusz Gruszewski |
| 6  |      | Maciej Daniluk     |
| 7  |      | Patryk Smarż       |
| 9  |      | Paweł Friszkemut   |
| 10 |      | Tomasz Poźniak     |

| Nr | Poz. | Piłkarz           |
| -- | ---- | ----------------- |
| 13 |      | Konrad Skawrzec   |
| 23 |      | Bartosz Szloser   |
| 89 |      | Dawid Kiełczyński |
| 98 | BR   | Maciej Ranoszek   |
| 99 | BR   | Marcin Wolski     |

## Osiągnięcia

### Mistrzostwa Polski
- Pierwsze miejsce: 2018
- Drugie miejsce: 2010, 2013, 2014, 2015
- Trzecie miejsce: 2009, 2012, 2022

### Puchar Polski w piłce nożnej plażowej
- Finalista: 2011, 2012, 2013, 2014, 2015

### Superpuchar Polski w piłce nożnej plażowej
- Finalista: 2011, 2014

### Mistrzostwa Polski w piłce nożnej plażowej kobiet
- Trzecie miejsce: 2006

### Euro Winners Cup
- faza grupowa - 2015
- 1/8 finału - 2016

## Hemako Sztutowo Junior
Omida Hemako Sztutowo Junior – polski klub piłki nożnej plażowej, także klub futsalowy. Drużyna składa się z młodzieżowych zawodników sztutowskiej drużyny. Jest to najlepsza drużyna na Młodzieżowych Mistrzostwach Polski w historii. W tabeli wszech czasów I ligi Hemako Junior znajdują się na 9. miejscu.

### Nazwy klubu wI lidze
| Lata | Nazwa                        |
| ---- | ---------------------------- |
| 2013 | Hemako II Sztutowo           |
| 2014 | Alga Sztutowo                |
| 2015 | Hemako Sztutowo Junior       |
| 2016 | Omida Hemako Sztutowo Junior |

### Osiągnięcia

#### I liga
- Drugie miejsce: 2014
- Trzecie miejsce: 2015, 2016

#### Młodzieżowe Mistrzostwa Polski w piłce nożnej plażowej
- Mistrzostwo (9x): 2006, 2008, 2009, 2011, 2012, 2013, 2017, 2019, 2020
- Drugie miejsce (2x): 2010, 2015
- Trzecie miejsce (2x): 2007, 2014

#### Młodzieżowy Puchar Polski w piłce nożnej plażowej
- Pierwsze miejsce:: 2018

## Ciekawostki
- Hemako dostało zaproszenie do udziału w Euro Winners Cup w 2015 na zasadzie dzikiej karty. Występ drużyny był zagrożony, ponieważ drużyna w bardzo szybkim czasie musiała poszukiwać środków finansowych na wylot do Katanii[1]
- Hemako wystąpiło także w Euro Winners Cup w 2016 zastępując słowacką drużynę Rehab.